# Прибрежная (Новгородская область)
Прибре́жная — деревня в Солецком районе Новгородской области, входит в состав Дубровского сельского поселения.

## История
3 декабря 1953 года указом Президиума Верховного Совета РСФСР деревне Блудово присвоено наименование Прибрежная.

## Население
| 2010 |
| ---- |
| 44   |

## Улицы
В деревне имеется одна улица — Цветочная.